# Symmetroscyphus intermedius
Symmetroscyphus intermedius is een hydroïdpoliep uit de familie Thyroscyphidae. De poliep komt uit het geslacht Symmetroscyphus. Symmetroscyphus intermedius werd in 1907 voor het eerst wetenschappelijk beschreven door Congdon. 